# Bezirk Dobromil
Bezirk Dobromil – dawny powiat (Bezirk) kraju koronnego Królestwo Galicji i Lodomerii, funkcjonujący w latach 1854–1867. Siedzibą starostwa było miasto Dobromil.

## Historia
Bezirk Dobromil utworzono w ramach reformy uwłaszczeniowej z okresu Wiosny Ludów (1848–1849), która likwidowała jurysdykcję właściciela ziemskiego nad poddanymi. W Galicji, dominium – jako podstawowa jednostka administracyjna i filar systemu feudalnego straciło rację bytu. Konieczne stało się zatem wprowadzenie nowego systemu administracyjnego, którego zręby powstały w latach 1851–1855. Nowy trójstopniowy podział administracyjny objął 21 cyrkułów (niem. Kreise), 179 małych powiatów (niem. Bezirke) i ponad 6000 gmin (niem. Gemeinde). 
W swojej pierwszej odsłonie (1854 rok) Bezirk Dobromil objął obszar o wielkości 7,3 mil², zamieszkany przez 24.415 ludzi i podzielony na 51 gmin katastralnych, w tym jedno miasto  (Dobromil) i dwa miasteczka (Nowe Miasto i Rybotycze). Wszedł w skład cyrkułu sanockiego, jako jeden z jego jedenastu powiatów.
Po nadaniu Galicji autonomii oraz powołaniu samorządu gminnego i powiatowego w 1865 zlikwidowano cyrkuły (Kreise). Dotychczasowe małe powiaty (Bezirke) w liczbie 179, utrzymały się do 1867 roku, kiedy to w następstwie kolejnej reformy administracyjnej (23 stycznia 1867) zostały zastąpione przez 74 większych powiatów. Obszar zniesionego Bezirk Dobromil wszedł w skład nowych powiatów birczańskiego i liskiego (vide podział w tabeli poniżej). 19 czerwca 1867 częściowo zmieniono granice powiatu liskiego na korzyść powiatu staromiejskiego (Smereczna i Prinzenthal, które dotąd stanowiły eksklawę powiatu liskiego), natomiast do powiatu birczańskiego przydzielono pięć gmin, których przynależność administracyjna w chwili reformy nie została ustalona. 10 stycznia 1869 do powiatu birczańskiego przydzielono jeszcze trzy gminy, których przynależność administracyjna w chwili reformy nie była ustalona. Powiat birczański zniesiono 1 października 1876 w związku z przekształceniem go w powiat dobromilski. 1 sierpnia 1878 znacznie zmieniono granice powiatu liskiego (i staromiejskiego) na korzyść powiatu dobromilskiego.

## Podział administracyjny (1854)
| Lp. | Gmina jednostkowa             | Powierzchnia | Ludność | Powiat w 1867 po zniesieniu |
| --- | ----------------------------- | ------------ | ------- | --------------------------- |
| 1   | Polana                        | 584          | 272     | birczański                  |
| 2   | Tarnawa                       | 1093         | 538     | birczański                  |
| 3   | Pietnice z Rosenburgiem       | 1972         | 802     | birczański                  |
| 4   | Starzawa                      | 3353         | 774     | birczański                  |
| 5   | Smereczna z Prinzenthalem     | 1126         | 287     | liski                       |
| 6   | Smolnica                      | 2017         | 272     | liski                       |
| 7   | Rudawka                       | 2017         | 272     | liski                       |
| 8   | Łopusznica                    | 2534         | 550     | birczański                  |
| 9   | Łopuszanka                    | 743          | 185     | birczański                  |
| 10  | Katyna                        | 1944         | 185     | birczański                  |
| 11  | Krościenko                    | 4068         | 1013    | liski                       |
| 12  | Wolica                        | 4068         | 1013    | liski                       |
| 13  | Obersdorf                     | 4068         | 1013    | liski                       |
| 14  | Stebnik                       | 2561         | 397     | liski                       |
| 15  | Steinfels                     | 2561         | 397     | liski                       |
| 16  | Nanowa                        | 2575         | 449     | liski                       |
| 17  | Dobromil (M)                  | 414          | 1797    | birczański                  |
| 18  | Huczko                        | 1923         | 1198    | birczański                  |
| 19  | Engelsbrunn, Ober- und Unter- | 1923         | 1198    | birczański                  |
| 20  | Kwaszenina                    | 3817         | 778     | birczański                  |
| 21  | Arłamów                       | 2345         | 589     | birczański                  |
| 22  | Lacko                         | 1363         | 773     | birczański                  |
| 23  | Przedzielnica                 | 1188         | 692     | birczański                  |
| 24  | Hubice                        | 1774         | 541     | birczański                  |
| 25  | Paportno                      | 2364         | 572     | birczański                  |
| 26  | Kniażpol                      | 1320         | 554     | birczański                  |
| 27  | Kropiwnik                     | 661          | 513     | birczański                  |
| 28  | Sopotnik                      | 677          | 285     | birczański                  |
| 29  | Leszczyny                     | 1716         | 214     | birczański                  |
| 30  | Liskowate                     | 3293         | 958     | birczański                  |
| 31  | Michowa                       | 2302         | 474     | birczański                  |
| 32  | Wełykie                       | 657          | 201     | birczański                  |
| 33  | Hujsko                        | 1657         | 800     | birczański                  |
| 34  | Falkenberg                    | 1657         | 800     | birczański                  |
| 35  | Makowa Rustykalna             | 3622         | 578     | birczański                  |
| 36  | Makowa Kolonie                | 3622         | 578     | birczański                  |
| 37  | Pacław                        | 793          | 489     | birczański                  |
| 38  | Kalwaria Pacławska            | 793          | 489     | birczański                  |
| 39  | Boniowice                     | 1608         | 363     | birczański                  |
| 40  | Nowe Miasto (m)               | 232          | 538     | birczański                  |
| 41  | Posada Nowomiejska            | 2548         | 711     | birczański                  |
| 42  | Komarowice                    | 1195         | 390     | birczański                  |
| 43  | Grodzisko                     | 267          | 131     | birczański                  |
| 44  | Grabownica Sozańska           | 1267         | 334     | birczański                  |
| 45  | Truszowice                    | 936          | 441     | birczański                  |
| 46  | Nowosiółki Dydyńskie          | 564          | 241     | birczański                  |
| 47  | Huwniki                       | 1339         | 486     | birczański                  |
| 48  | Rybotycze (m)                 | 1621         | 1447    | birczański                  |
| 49  | Kopysno                       | 1315         | 375     | birczański                  |
| 50  | Posada Rybotycka              | 1096         | 495     | birczański                  |
| 51  | Borysławka                    | 1117         | 556     | birczański                  |

Objaśnienie:
(M) = miasto; (m) = miasteczko